# Arnières-sur-Iton
Arnières-sur-Iton è un comune francese di 1 691 abitanti situato nel dipartimento dell'Eure nella regione della Normandia. Come dice il suo nome, il territorio comunale è bagnato dal fiume Iton.

## Società

### Evoluzione demografica
Abitanti censiti